# Cronce
Cronce är en kommun i departementet Haute-Loire i regionen Auvergne-Rhône-Alpes i centrala Frankrike. Kommunen ligger i kantonen Pinols som tillhör arrondissementet Brioude. År 2022 hade Cronce 70 invånare.

## Befolkningsutveckling
Antalet invånare i kommunen Cronce
| Referens: INSEE |